# POST

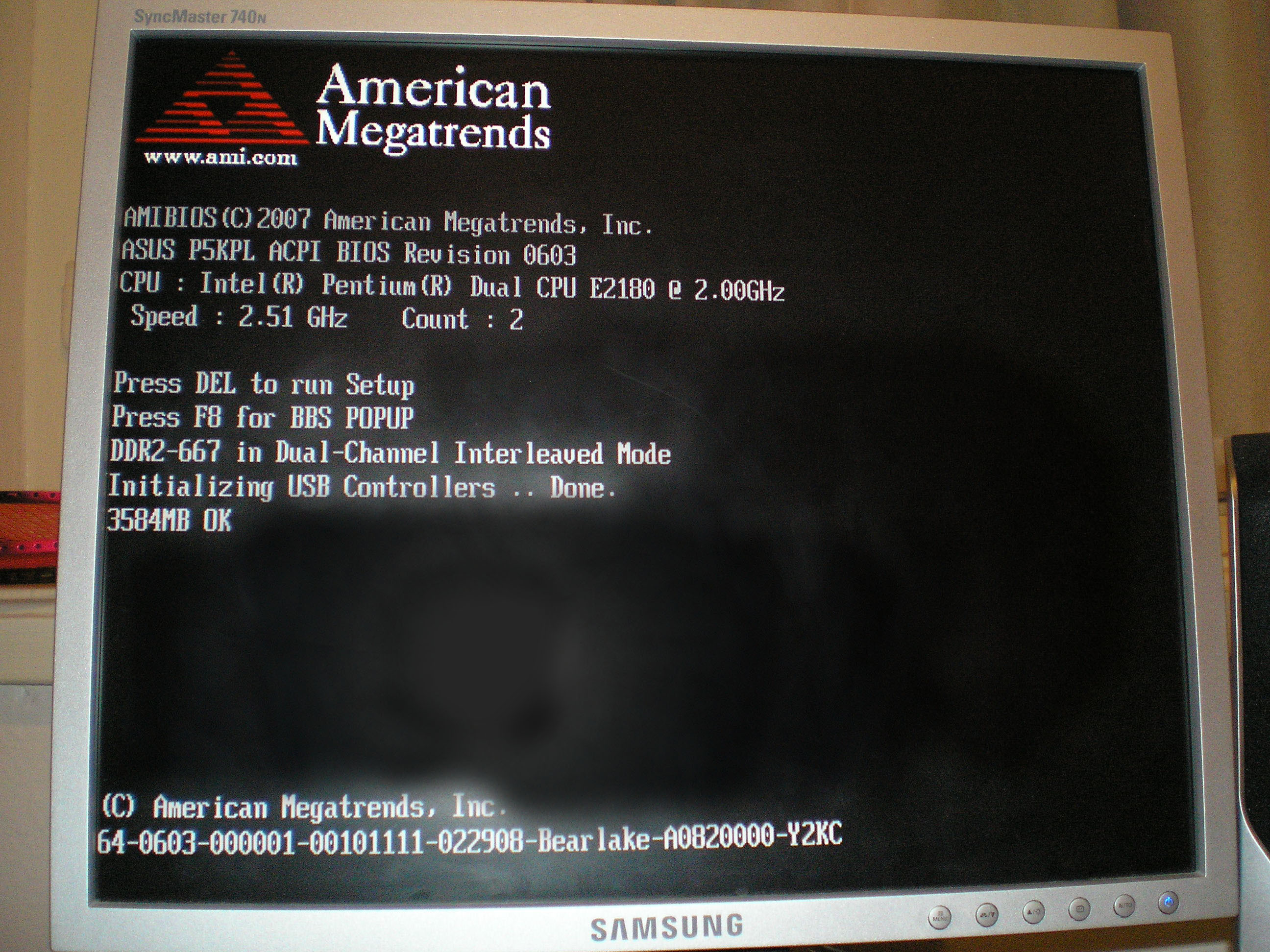
Exemple de POST.

El POST, acrònim en anglès de power-on self-test (auto prova d'engegada), és un procés de verificació i inicialització dels components d'entrada i sortida en un sistema de computació que s'encarrega de configurar i diagnosticar l'estat del maquinari.

## Beep
Un beep és la denominació anglesa d'un so electrònic generat per l'altaveu del PC. És una sinusoide pura generalment de to molt agut

## Codis d'error
Una ajuda que hi ha a l'hora de detectar alguns dels problemes que s'hagin pogut produir, a l'hora d'engegar-se. Els codis sonors permeten conèixer exactament quin tipus de problema hi ha encara que no funcioni la pantalla o la targeta gràfica, i es poden distingir per la llargada i nombre debeeps que sonen.
| Codi sonor                    | Problema trobat                                                |
| 1 beep curt                   | POST normal - el sistema està correcte.                        |
| 2 beep curt                   | Error de POST - es mostra el codi d'error per pantalla.        |
| Cap beep                      | Problema amb la font d'alimentació o la placa base.            |
| 1 Beep continu                | Problema amb la font d'alimentació, la placa base o el teclat. |
| Diversos Beeps curts repetits | Problema amb la font d'alimentació o la placa base.            |
| 1 beep llarg i 1 de curt      | Problema amb la placa base o system board problem              |
| 1 beep llarg i 2 de curts     | Problema amb el dispositiu de gràfics (MDA, CGA).              |
| 1 bip llarg i 3 de curts      | Problema amb el dispositiu de gràfics (EGA).                   |
| 3 bips llargs                 | Error en la targeta de teclat 3270.                            |